# 山岸治雄
山岸 治雄（やまぎし はるお、1974年11月12日 - ）は、日本の男性俳優、声優。長野県出身。

## 来歴
1995年に勝田声優学院卒業。1998年に俳協演劇研究所卒業。東京俳優生活協同組合所属。

## 人物
声種はバリトン。
免許・資格は普通自動車免許、自動二輪中型免許。
趣味・スポーツはスキー、野球、剣道。

## 出演

### テレビドラマ
- 離婚弁護士　第1シリーズ　第5話（2004年5月13日、フジテレビ）
- 終戦60年ドラマスペシャル 日本のシンドラー杉原千畝物語 六千人の命のビザ（2005年10月11日、よみうりテレビ）※声の出演
- フジテレビ開局50周年記念ドラマ　不毛地帯（2009年10月15日 - 2010年3月11日、フジテレビ）
- TOKYO コントロール　EPISODE 1（2011年1月19日、フジテレビNEXT）
- 絶対零度〜未解決事件特命捜査〜 Case.5（2010年5月11日、フジテレビ）
- 絶対零度〜特殊犯罪潜入捜査〜 Case.1・Case.2（2011年7月12日・19日、フジテレビ）

### 舞台
- ちゃきん
- 初夜と蓮根
- いとしの儚
- 自由を我らに
- 堕胎医
- あらしのよるに（ガブ 役）
- 茶飲み兄弟
- 新・明暗
- レンブラント・レイ
- 船乗りクプクプの冒険（ヌボー 役）
- ON AIR（TD 役）
- 萩家の三姉妹（本所武雄 役）
- 海に落ちたお月さま（海ガメ教授 役）
- 横須賀ドブ板物語（朝倉 役）
- 法王庁の避妊法（古井半三郎 役）
- 姫山恋花簪（乞食 役）
- 奥さまお手をどうぞ（写真家 役）
- 見果てぬ夢（杉洋平 役）
- 横須賀ドブ板物語 再演（朝倉 役）
- かいけつゾロリ（魔法使い 役）
- ヨークシャー達空飛ぶ会議（三宅ケンジキャプテン 役）
- ソープオペラ（水原達也 役）
- グッドライター（父親専務 役）
- アンチェイン・マイハート（佐々木博 役）
- 早春スケッチブック（望月省一 役）
- プロのお仕事（藤田善彦 役）
- 完全新版VSR 牡丹灯籠〜全段通し[4]

### テレビアニメ
2012年
- アイカツ!（男性キャスター）
- じょしらく（男性ガヤ、キャスター）
- 戦国コレクション（ドゲット）
- リトルバスターズ!（老人A）
- 輪廻のラグランジェ（野上幸二郎） - 2シリーズ

2013年
- 有頂天家族（福禄寿）
- AKB0048 next stage（DES兵B、兵士B）
- 銀河機攻隊 マジェスティックプリンス（マテオ、ヴェスタ司令）
- 翠星のガルガンティア（海賊、船主、船主たち、所長）
- 戦姫絶唱シンフォギアG（お偉いさん、艦長）
- とある科学の超電磁砲S（教師、オヤジ、研究員）
- 凪のあすから（青年会B、校長先生、神主、オオシの漢）
- はたらく魔王さま！（2013年 - 2022年、佐々木警部補 / 佐々木千一） - 2シリーズ
- 八犬伝―東方八犬異聞―（賢人、十二賢者）
- まおゆう魔王勇者（中央騎兵）
- 勇者になれなかった俺はしぶしぶ就職を決意しました。（隣りの父親）
- 夜桜四重奏 〜ハナノウタ〜（おじさん、八百屋のおじさん）
- WHITE ALBUM2（アナウンス）
- ログ・ホライズン（ロシ）

2014年
- アカメが斬る!（アリアの父）
- アルドノア・ゼロ（警備隊長、船長）
- エスカ&ロジーのアトリエ 〜黄昏の空の錬金術士〜（職人）
- ガンダム Gのレコンギスタ（職員）
- クロスアンジュ 天使と竜の輪舞（検疫官）
- 健全ロボ ダイミダラー（大臣）
- SHIROBAKO（篠田、店長、店主）
- selector spread WIXOSS（父親）
- 戦国BASARA Judge End（豊臣兵）
- ニセコイ（吉野）
- 信長協奏曲
- ノブナガ・ザ・フール（大人、兵士、家臣C）
- フューチャーカード バディファイト（たこ焼き屋の親父）
- 魔弾の王と戦姫（騎兵、側近、貴族、指揮官）
- 名探偵コナン（警官）
- ログ・ホライズン（コンスタンタン、商人）

2015年
- アルスラーン戦記（パルス国民）
- グリザイアの迷宮（テロリストA）
- 下ネタという概念が存在しない退屈な世界（善導課幹部A）
- 純潔のマリア（兵士A、修道士、イングランド兵B、村の司祭、砲兵）
- ジョジョの奇妙な冒険 スターダストクルセイダース（サングラスの男、黒服）
- 探偵歌劇ミルキィホームズTD（老人B）
- パンチライン（幸励師）
- ルパン三世 PART IV（刑事）

2016年
- 金田一少年の事件簿R（霧谷健三）
- ラクエンロジック（ホンコン支局長、ベリアル）

2017年
- Re:CREATORS（店主）
- 有頂天家族2（福禄寿）
- 神撃のバハムート VIRGIN SOUL（重臣）

2018年
- ヴァイオレット・エヴァーガーデン（陸軍大佐）
- メガロボクス（2018年 - 2021年、蜂矢のセコンド、レイニー久保田、カメラ屋 店主、武田〈セコンド〉、間宮 他） - 2シリーズ
- イナズマイレブン アレスの天秤（2018年 - 2019年、亀田幸則、道成の父、スポンサーアナウンス、ディアボ・ロス） - 2シリーズ
- ルパン三世 PART5（ロシア代表）
- HUGっと!プリキュア（サンタ）

2019年
- クレヨンしんちゃん（堀野チクゾウ）

2020年
- ヒーリングっど♥プリキュア（城戸哲也）

2021年
- 吸血鬼すぐ死ぬ（2021年 - 2023年、ヴァミマの店長） - 2シリーズ

2023年
- ノケモノたちの夜（地主）
- 七つの大罪 黙示録の四騎士（オルド）
- ふしぎ駄菓子屋 銭天堂（伊達原龍三）

2024年
- ガールズバンドクライ（井芹宗男）

### 劇場アニメ
2013年
- コードギアス 亡国のアキト  第2章「引き裂かれし翼竜」（EU軍将校）
- スタードライバー THE MOVIE
- 劇場版 花咲くいろは HOME SWEET HOME（板長）

2014年
- モーレツ宇宙海賊 ABYSS OF HYPERSPACE -亜空の深淵-

2015年
- コードギアス 亡国のアキト 第3章「輝くもの天より堕つ」（洋服店の店主）

2016年
- 劇場版マジェスティックプリンス 覚醒の遺伝子（マテオ）

2019年
- Gのレコンギスタ I 行け！コア・ファイター（2019年、警備員）

2020年
- 劇場版 SHIROBAKO（篠田監督、柗亭店主、げ〜ぺ〜う〜三下A）
- BURN THE WITCH（おじちゃん、司会者）

### OVA
- 翠星のガルガンティア（2013年、海賊）※Blu-ray BOX 3収録OVA
- 夜桜四重奏 〜ツキニナク〜（2013年、刑事）
- リトルバスターズ! EX（2014年、親族A）

### Webアニメ
- THE KING OF FIGHTERS:DESTINY（2017年、ハイデルン、草薙柴舟、ラッキー・グローバー）
- 無限の住人-IMMORTAL-（2019年、鬢）
- 攻殻機動隊 SAC 2045（2020年、大友左千夫）
- TIGER & BUNNY 2（2022年、担任教師）

### ゲーム
2013年
- ダンジョントラベラーズ2 王立図書館とマモノの封印
- ロードオブヴァーミリオン（マルドゥク、ハデス）

2014年
- グランブルーファンタジー（ウマル）
- フリーダムウォーズ（ジロー）

2015年
- 大逆転裁判 -成歩堂龍ノ介の冒險-
- ドラゴンクエストヒーローズ 闇竜と世界樹の城
- ドラゴンクエストVIII 空と海と大地と呪われし姫君（ライドン）
- 夏色ハイスクル★青春白書（茶畑隼人）
- リネージュII

2016年
- ソウルワーカー（ハイディンガー、ヒックス）
- ドラゴンクエストヒーローズII 双子の王と予言の終わり（デスカイザー）

2017年
- 大逆転裁判2 -成歩堂龍ノ介の覺悟-

2018年
- ザ・キング・オブ・ファイターズ（2018年 - 2022年、ハイデルン〈XIV - 〉、草薙柴舟〈ALL STAR - 〉、ラッキー・グローバー〈ALL STAR - 〉） - 3作品
- ドラゴンクエストビルダーズ2 破壊神シドーとからっぽの島

2023年
- 信長の野望 出陣（上泉信綱、島津義久、母里太兵衛）

### ドラマCD
2011年
- 地下鉄の犬（宝月庵）
- ベルサイユのばら外伝 〜黒衣の伯爵夫人〜（アンリ・ジョベール）

2012年
- 夢のような話（加納父）
- レ・ミゼラブル 〜ジャン・バルジャンとジャベール（ナレーション）

2014年
- ある小説家のノロケ話（医者）
- もののけマンション 401号 / 206号 / 508号（管理人） - 3作品

2015年
- ダンジョンに出会いを求めるのは間違っているだろうか 7（露天商）

### 吹き替え
シェー・ウィガム
- ガスリット 陰謀と真実（G・ゴードン・リディ）
- ジョーカー（バーク）
- フライト・ゲーム（マレニック）
- ホームカミング（トーマス・カラスコ）

#### 映画
- アーミー・オブ・シーブズ（ドラクロワ〈ジョナタン・コーエン〉）
- アバウト・タイム〜愛おしい時間について〜（検察官）
- アバター:ウェイ・オブ・ウォーター（ガーヴィン博士〈ジェマイン・クレメント〉[14]）
- アプレンティス:ドナルド・トランプの創り方（マイク・ウォレス、ウォルター、ルパート・マードック、債権者 他）
- アメイジング・スパイダーマン2（管制官④）
- ある会社員（チン・セホ）
- 意表をつくアホらしい作戦（ビル・マーレイ〈ジョン・デイリー〉）
- インシディアス 第2章（パーカー・クレイン《黒衣の花嫁》〈トム・フィッツパトリック〉）
- インシディアス 序章（パーカー・クレイン《黒衣の花嫁》〈トム・フィッツパトリック〉）
- インターステラー（ロミリー〈デヴィッド・ジャーシー〉）
- ウルフ・オブ・ウォールストリート（ニコラス〈ジョン・スピノガッティ〉、ボー・ディートル〈ボー・ディートル〉）
- エヴァの告白（ヴォイテク・ビストリッキー〈イリア・ヴォロック〉）
- エクソダス:神と王（ダタン〈アントン・アレクサンダー〉）
- S.I.U. ロサンゼルス特捜隊（シングルトン〈ダグ・サヴァント〉、マイク）
- L.A. ギャング ストーリー
- エルカミーノ: ブレイキング・バッド THE MOVIE（ケニー〈ケヴィン・ランキン〉[15]）
- オーガストウォーズ（ザウール〈エゴール・ベロエフ〉）
- オースティンランド 恋するテーマパーク（夫）
- おとなのけんか（ウォルター）
- カレとカノジョの確率
- ガンズ&ゴールド（ウェイン）
- 観相師 -かんそうし-（ハン・ミョンフェ〈キム・ウィソン〉）
- カンペキ・ボーイ（警察署長）
- キャットファイト（TVホスト〈クレイグ・ビアーコ〉）
- キャビン（ダニエル・トルーマン〈ブライアン・ホワイト〉）
- キングコング:髑髏島の巨神（ウォード将軍[16]）
- 蜘蛛の巣を払う女（フランス・バルデル〈スティーヴン・マーチャント〉）
- グランド・マスター（チアン）
- クリスマスドロップ作戦 ～南の島に降る奇跡～（テオ〈リース・アレクサンダー〉）
- グレイス -消えゆく幸せ-
- ゴースト・エージェント/R.I.P.D.（ジャージ悪霊）
- ゴーストライダー2（トーマ）
- コーチ・ラドスール 無敵と呼ばれた男（ミッキー・ライアン〈クランシー・ブラウン〉）
- コードネーム: ジャッカル（シン・チーム長〈ハン・サンジン〉）
- GODZILLA ゴジラ（ハヤト〈ヒロ・カナガワ〉[17][3]）
- 最終絶叫計画5
- 最強のふたり（アントワーヌ〈グレゴリー・オースターマン〉）
- 最後のマイ・ウェイ（エメ・フランソワ〈マルク・バルベ〉）
- 刺さった男（アルバロ〈ファンホ・プイグコルベ〉、キコ〈アントニオ・デ・ラ・トレ〉）
- サスペクト 哀しき容疑者（シン次長〈キム・ウィソン〉）
- ザ・ターゲット 陰謀のスプレマシー（ドーン）
- THE BATMAN-ザ・バットマン-（ギル・コルソン検事〈ピーター・サースガード〉[18]）
- ザ・ベイ（バーニー、ジムソン保安官代理）
- ザ・マーダー（トーマス〈C・R・クラットワージー〉、リンチ、ラグーザ、サリー）
- ザ・リチュアル いけにえの儀式
- G.I.ジョー バック2リベンジ（イッチー）
- 幸せへのまわり道（ジェリー・ボーゲル〈クリス・クーパー〉[19]）
- シェフ 三ツ星フードトラック始めました（アーロン）
- ジグソウ:ソウ・レガシー（ライアン〈ポール・ブラウンスタイン〉[20]）
- ジャーヘッド2（ジョーンズ大尉）
- ジャスティス・ウォー 〜正義の代償〜（ヴィン〈ジャンニ・カッパルディ〉）
- ジャンゴ 繋がれざる者（エース・スペック / ブッチ・プーチ〈ジェームズ・レマー〉）
- ジュピター（マクシミリアン・ジョーンズ〈ジェームズ・ダーシー〉）
- ジョーカー:フォリ・ア・ドゥ（スタン・L・ブルックス〈スティーブン・スタントン〉[21]）
- シルク・ドゥ・ソレイユ3D 彼方からの物語（ピエロ曲芸師〈ジョン・クラーク〉）
- 人生はノー・リターン 〜僕とオカン、涙の3000マイル〜（ジミー〈ジェフ・コーバー〉）
- 人生はマラソンだ!（ニコ〈マルセル・ヘンセマ〉）
- スガラムルディの魔女（バダホスの男〈マヌエル・タリャフェ〉）
- スター・ウォーズ/最後のジェダイ
- スター・トレック イントゥ・ダークネス（ロビー）
- スティーブ・ジョブズ（ギル・アメリオ〈ケヴィン・ダン〉）
- スペース・ステーション76（スティーヴ〈ジェリー・オコンネル〉）
- セーヌ川の水面の下に[22]
- セブンス・サン 魔使いの弟子（牧師〈ジョン・ノヴァク〉、騎士隊長〈ジム・シールド〉）
- ゼロ・ダーク・サーティ（ハッサン・グル）
- 1922（ラーズ〈エリック・キーンリーサイド〉）
- ソーシャル・ロマンス
- ソニーズ・スパイダーマン・ユニバース
  - ヴェノム（エマソン〈ウェイン・ペレ〉[23]）
  - ヴェノム:レット・ゼア・ビー・カーネイジ[24]
  - クレイヴン・ザ・ハンター[25]
- それでも夜は明ける（判事）
- ダーク・シャドウ（取締役①）
- ダークナイト ライジング（水道局員）
- ダイナソープロジェクト（デイヴ〈スティーブン・ジェニングス〉）
- ダイ・ハード/ラスト・デイ（裁判長）
- 007 慰めの報酬（カルロス大佐〈フェルナンド・ギーレン・クエルボ〉）※BSジャパン版
- 誰よりも狙われた男（アブドゥラ〈ホマユン・エルシャディ〉）
- ダンケルク（ウィナント陸軍大佐〈ジェームズ・ダーシー〉[26]）
- チョコレートドーナツ（州検察官ウィルソン〈クリス・マルケイ〉、マイルズ・デュブロー〈マイケル・ヌーリー〉）
- DCエクステンディッド・ユニバース
  - マン・オブ・スティール（バーン〈ブラッド・ケリー〉）
  - バットマン vs スーパーマン ジャスティスの誕生（ニール・ドグラース・タイソン、トーマス・ウェイン〈ジェフリー・ディーン・モーガン〉、ケント・ショクネク）
  - スーサイド・スクワッド（アンジェロ〈ロビン・アトキン・ダウンズ〉、ヤクザボス〈ケネス・チョイ〉）
  - ワンダーウーマン（酋長〈ユージーン・ブレイブ・ロック〉[27]）
  - ジャスティス・リーグ（クリスプス〈コブナ・ホルドブルック＝スミス〉[28]）
  - アクアマン（J教授〈ロバート・ロングストリート〉[29]）
  - ジャスティス・リーグ:ザック・スナイダーカット（クリスプス〈コブナ・ホルドブルック＝スミス〉[30]）
  - ブラックアダム[31]
- Death Note/デスノート
- デッドゲームシティ（マクディア）
- トカレフ（チェルノフ〈パシャ・D・リチニコフ〉）
- ドラゴン・コップス（シアン）
- トランスフォーマーシリーズ
  - トランスフォーマー/ロストエイジ（映画館の孫）
  - トランスフォーマー/最後の騎士王（バーサーカー）
  - バンブルビー（ブリッツウィング[32]）
- ドリームハウス（コンクリン）
- NY心霊捜査官（グリッグス〈スコット・ジョンソン〉）
- パークランド ケネディ暗殺、真実の4日間（フォレスト・ソレルズ〈ビリー・ボブ・ソーントン〉）
- her/世界でひとつの彼女（ポール〈クリス・プラット〉）
- ハート・オブ・ストーン[33]
- ハーフ・オブ・イット: 面白いのはこれから（エドウィン・チュー〈コリン・チョウ〉）
- パイオニア（イェガー）
- バチカンで逢いましょう（ジョー）
- バック・トゥ・ザ・フューチャー PART2（イトー〈ジェームズ・イシダ〉）※日本テレビ版
- バック・トゥ・ザ・フューチャー PART3（拳銃屋〈バートン・ギリアム〉）※日本テレビ版2
- パッション（バッハ警部〈ライナー・ボック〉）
- バトル・オブ・ザ・セクシーズ
- バトル・オブ・パシフィック（フアレス少佐〈デヴィン・マッギー〉）
- パラノーマル・アクティビティ/呪いの印（セザール）
- ハングリー・ラビット（ルデスキー刑事〈ジョー・クレスト〉）
- ヒート・ストローク（ボドリー〈ワリック・グリアー〉）
- ビザンチウム（サベラ）
- ビトレイヤー（ヘンリー・キャラハン）
- ピラミッドの呪い（学部長〈フィリップ・シェリー〉）
- ファーナス/訣別の朝（ウェズリー・バーンズ〈フォレスト・ウィテカー〉）
- ファイナル・カウントダウン（リチャード・T・ウォーレンス中佐〈ジェームズ・ファレンテイ〉）※フジテレビ版追加部分
- フィフティ・シェイズ・オブ・グレイ（クレイトン）
- フェニックス 約束の歌（ハウンの父）
- 不屈の男 アンブロークン
- ふたりのパラダイス（ショウォルター）
- フライト（クレイグ）
- ブラインド・フィアー（軍曹〈ティモシー・ポール・コデール〉）
- ブラック・ハッカー（ドン〈スコット・ウェインバーグ〉、ネバダ）
- フリーランサー NY捜査線（ダニエル）
- フルスロットル（ジョージ〈カルロ・ロタ〉、ベリンジャー）
- ブレイクスルー 奇跡の生還（ブライアン・スミス〈ジョシュ・ルーカス〉[34]）
- プロジェクト・アルマナック（ルー）
- プロミスト・ランド（ロブ〈タイタス・ウェリヴァー〉）
- ホーム・アローン3（スタッキーFBI捜査官〈クリストファー・カリー〉[35]）※日本テレビ版
- ホーム・スイート ホーム・アローン
- マーヴェリックス/波に魅せられた男たち（フランク）
- マーニー（ガロッド）
- マーベル・シネマティック・ユニバース
  - アベンジャーズ（街の声①）
  - アイアンマン3（タッガート〈アシュレー・ハミルトン〉）
  - マイティ・ソー/ダーク・ワールド（リチャード〈クリス・オダウド〉）
  - キャプテン・アメリカ/ウィンター・ソルジャー（黒人エージェント）
  - アベンジャーズ/エイジ・オブ・ウルトロン（教師）
  - アントマン（ゲイル〈ウッド・ハリス〉）
  - シビル・ウォー/キャプテン・アメリカ（カルポフ〈ジーン・ファーバー〉）
  - アベンジャーズ/インフィニティ・ウォー（コーヴァス・グレイヴ〈マイケル・ジェームズ・ショウ〉[36]）
  - アベンジャーズ/エンドゲーム（コーヴァス・グレイヴ〈マイケル・ジェームズ・ショウ〉[37]）
  - エターナルズ（博物館男性職員[38]）
  - ソー:ラブ&サンダー（エリック[39]）
  - ブラックパンサー/ワカンダ・フォーエバー（スミッティ〈ロバート・ジョン・バーク〉[40]）
  - アントマン&ワスプ:クアントマニア（いじわる警官[41]）
  - キャプテン・アメリカ:ブレイブ・ニュー・ワールド（司令官A[42]）
- マッドマックス2（ネーサン〈デイビット・ダウナー〉）※スーパーチャージャー版
- マトリックス レザレクションズ（チャド[43]）
- マリーゴールド・ホテル　幸せへの第二章（ハリ）
- マンデラ 自由への長い道（ブラム・フィッシャー〈アンドレ・ジェイコブス〉）
- ミケランジェロ・プロジェクト（司教）
- ミッション:インポッシブルシリーズ
  - ミッション:インポッシブル/ゴースト・プロトコル（警備員〈TV局〉）
  - ミッション:インポッシブル/ローグ・ネイション（英国首相〈トム・ホランダー〉）
  - ミッション:インポッシブル/フォールアウト（ヘリ操縦士2[44]）
  - ミッション:インポッシブル/デッドレコニング PART ONE（JSOC〈ロブ・ディレイニー〉[45]）
  - ミッション:インポッシブル/ファイナル・レコニング（JSOC[46]）
- 女神の見えざる手（パット・コナーズ〈マイケル・スタールバーグ〉）
- ライアー・ボーイ ウソで乗りきるスクールライフ（カー校長〈マノージ・スード〉）
- LIFE!/ライフ ※ザ・シネマ版
- ライフ・アフター・ベス（モーリー・スローカム〈ジョン・C・ライリー〉）
- ラストミッション（ミタット〈マルク・アンドレオーニ〉）
- ラン・スイートハート・ラン（ジェームズ〈クラーク・グレッグ〉）
- リベンジ・マッチ（ラリー・マーチャント）
- レクイエム 最後の銃弾（ブッダ〈ロー・ホイパン〉）
- レッズ（マックス・イーストマン〈エドワード・ハーマン〉）
- REBEL MOON: パート1 炎の子
- ローマの休日（ヒゲの黒服[47]）※日本テレビ版2
- ロクサーヌ、ロクサーヌ（レスター〈ネルサン・エリス〉）
- 6才のボクが、大人になるまで。（スティーヴ・エヴァンス〈ビル・ワイズ〉）
- ワールズ・エンド 酔っぱらいが世界を救う!（グリーン牧師）
- ワールド・ウォーZ（客室乗務員①）
- ワイルド・ルーザー（アルゼンチン人）
- 別れる決心（キ・ドス〈ユ・スンモク〉[48]）

#### ドラマ
- アクエリアス 刑事サム・ホディアック（ハワード〈アンディー・アンバーガー〉）
- ARROW/アロー（ウォルター・スティール〈コリン・サーモン〉）
- 11/22/63（イエロー・カードマン〈ケヴィン・J・オコナー〉）
- イカゲーム #7（96番〈チョン・ウヒョク〉）
- イニョン王妃の男（クオン・デウン〈チョン・ホンテ〉）
- NCIS 〜ネイビー犯罪捜査班 シーズン3 #16（ウィリアム・ダンフォース〈コナー・オファレル〉）
- エレメンタリー ホームズ&ワトソン in NY シーズン1 #3（バリー・ケンパー〈マイケル・カントリーマン〉）、#17（ブライアン・ワット〈トム・ガランティック〉）
- カーニバル・ロウ（ブレイクスピア首相〈ジャレッド・ハリス〉）
- 帰ってきたウィザードたち アレックスVSアレックス（ニュースキャスター②〈アンソニー・パレルモ〉）
- 奇皇后 〜ふたつの愛 涙の誓い〜 #31（長官）
- キムチ 〜不朽の名作〜（キム・ヒョンミョン〈チェ・ジョンファン〉）
- THE KILLING/キリング シーズン3（アナス・ウスィング）
- ギルモア・ガールズ シーズン7
- グッド・ワイフ シーズン3（ジマーマン巡査〈チャーリー・ホフハイマー〉）
- クリミナル・マインド FBI行動分析課
  - シーズン7 #10（サーナ医師〈ルドウィグ・マヌキアン〉）、#13（ヴィンス〈フランキー・J・アリソン〉）、#20（パーマー刑事〈ジェームズ・エドソン〉）
  - シーズン8 #12（ジョー・ドノヴァン〈ロバート・マンジャールディ〉）
  - シーズン9 #20（ロジャーズ警部〈ロッキー・マクマレー〉）
  - シーズン10 #5（ロドニー・タナー〈クリストファー・メイ〉、スタンリー・ホームズ〈テレンス・バーニー・ハインズ〉）、#16（デール・シェイヴァーズ看守長〈ウィリアム・ラグスデール〉）
  - シーズン11 #6（ランディ・ネルソン〈カート・シェラー〉）
- GRIMM/グリム
  - シーズン1 #17（ウルジー〈マルティ・マチューリ〉）
  - シーズン2 #8（アンカーコーチ）
- コバート・アフェア
  - シーズン2 #1、#5（チェット・ラガーディ〈ジョン・ブルジョア〉）
  - シーズン4 #11（Dr.ホーガン〈レイモンド・アコラス〉）、#14（パトリック〈リー・ラモー〉）
- THE HEAD（ミケ〈アンドレアス・ロズリン・スヴェンソン〉）
- ザ・フォロイング シーズン2 #14（ローマン〈エズラ・ナイト〉）、#15（捜査官）
- CSI:科学捜査班
  - シーズン11（ミッチェル〈ラリー・ミッチェル〉）
  - シーズン12 #20（クロード・メルボイ〈ラリー・ポンデクスター〉）
  - シーズン14 #21（リー・バーマン〈ギル・ベローズ〉）
- CSI:サイバー シーズン1 #4（デイヴ〈トム・ベイヤー〉）、#11（ミスター・チャップマン〈マーク・トッティ〉）
- CSI:ニューヨーク シーズン8 #4（トラヴィス・モス〈ジェフ・リーフ〉）
- CSI:マイアミ シーズン7 #3
- シャドウハンター シーズン1（ネッド・フィスク〈マイケル・クラム〉）
- ジェシー!（ジョン・ウェイン“J.W.”プレスコット〈ジェームス・パトリック・スチュアート〉）
- 新チャーリーズ・エンジェル（マイケル・ハンソン）
- SUPERGIRL/スーパーガール シーズン1（トール〈クリストファー・ショワーマン〉）、（アナウンサー〈ジェイ・ジャクソン〉、〈ケント・ショクネク〉）
- SMASH シーズン2（スコット・ニコルズ〈ジェシー・L・マーティン〉）
- 相続者たち（キム・ナムユン会長〈チョン・ドンファン〉）
- 超能力ファミリー サンダーマン シーズン1 #6（ミスター・フィンスター〈ジョン・ハートマン〉）
- ダウントン・アビー シーズン6 #1（サー・ジョン・ダーンリー〈エイドリアン・ルーキス〉）
- DALLAS/スキャンダラス・シティ
  - シーズン2（ロニー・ボータ刑事〈マーカス・M・モールディン〉、ケン・リチャーズ〈リー・メジャース〉）
  - シーズン3（スタンリー・バブコック〈クリー・グラハム〉）
- DEFIANCE/ディファイアンス（スーカー〈ノア・ダンビー〉、ランバート〈ジャイルス・サヴァール〉、バイオマン、チャーチル〈ロブ・アーチャー〉、ラガ〈ケヴィン・シャンド〉、ルパート・ミルチ〈カール・バウアー〉）
- デクスター 〜警察官は殺人鬼 シーズン8（ハミルトン）
- デビアスなメイドたち（パブロ・ディアス〈アレックス・フェルナンデス〉）
- 天才学級アント・ファーム（レオナルド・ボッターロ〈デヴィッド・H・ローレンス17世〉）
- とび蹴りアチョーズ #46（リチャーズ〈デイヴィッド・トライス〉）、#50（テスタ先生〈デイヴィッド・ホフマン〉）、#56（レナード）
- Dr.JIN/ドクター・ジン（キム・デギュン〈キム・ミョンス〉）
- ナース・ジャッキー シーズン4 #6、#8（弁護士）
- ねじれた疑惑（ワッサーマン）
- PERSON of INTEREST 犯罪予知ユニット
  - シーズン1 #16（制服警官）
  - シーズン2 #5（クリストファー・ザンブラーノ〈ジョン・ヴェンティミリア〉）、#17（スタンリー・エイミス〈ダン・ラウリア〉）
  - シーズン3 #10（リード・マーシャル・ポラック〈リチャード・ブルックス〉）
- ハウス・オブ・ダビデ（アドリエル〈スチュワート・スクダモア〉）
- ハリーズ・ロー 裏通り法律事務所（バックランド判事〈デレク・ウェブスター〉）
- 続 ハリーズ・ロー 裏通り法律事務所（バックランド判事〈デレク・ウェブスター〉）
- パワーレンジャー・スーパーサムライ #6（コーディの父親〈アーロン・ワード〉）
- The 100/ハンドレッド シーズン2（ナイコ〈タイ・オルソン〉）
- ヴァンパイア・ダイアリーズ
  - シーズン5 #9（ジョセフ・サルバトーレ〈ジャド・ローマンド〉）、#21（ミスター・ダグラス〈ジョン・エディンズ〉）
  - シーズン7 #10（大佐〈ダニー・ヴィンソン〉）、#17（警部〈ティム・ロス〉）
- ビクトリアス #36（ミスター・ギボンズ〈レアード・マッキントッシュ〉）
- ビッグバン★セオリー/ギークなボクらの恋愛法則
- 秘密の扉（キム・テク〈キム・チャンワン〉）
- フーディーニ 幻想に生きた奇術師「前編」（ジョン・ウィルキー〈エリック・ローレン〉、ロアン署長）
- フーディーニ 幻想に生きた奇術師「後編」（フランクリン医師）
- FARGO/ファーゴ
  - シーズン1（ビル・オズワルト〈ボブ・オデンカーク〉）
  - シーズン2（カール・ウェザース〈ニック・オファーマン〉）
  - シーズン3（サイ・フェルツ〈マイケル・スタールバーグ〉）
- フォーリング スカイズ シーズン2 #1（ジャレド〈マーク・アケソン〉）
- THE BLACKLIST/ブラックリスト
  - シーズン3 #16（ラッセル・プリチャード〈スティーヴン・ホーク〉）、（ヒューゴ〈ポール・ラザー〉）
  - シーズン9 #20(ハリス・グラマシー〈ジム・ピドック〉）
- THE FLASH/フラッシュ（ジョー・ウェスト刑事〈ジェシー・L・マーティン〉）
- THE BRIDGE/ブリッジ シーズン1（アナース）
- プリティ・リトル・ライアーズ（ケネス・ディローレンティス〈ジム・アベル〉）
- ブレイキング・バッド（ケニー〈ケヴィン・ランキン〉）
- VEGAS/ベガス（デイヴィー・コルナロ〈ジェイミー・マクシェーン〉）
- ホワイトカラー
- 亡国のスパイ～かくも親密な裏切り～(セルゲイ・ブロントフ〈カレル・ローデン〉）(WOWOW)
- マーベル・シネマティック・ユニバース
  - エージェント・カーター シーズン1（エージェント・ヨーク〈アレクサンダー・キャロル〉、マイルズ・ヴァン・エルト〈ジェームス・アーバーニアック〉、ピンキー・ピンカートン〈リチャード・ショート〉、ウェブスター議員〈ビル・カルメンソン〉、ブレンダーガスト刑事〈グレン・タラント〉）
  - Marvel デアデビル シーズン1（ベン・ユーリック〈ヴォンディ・カーティス＝ホール〉）
  - ワンダヴィジョン（CMの司会者、ナレーター、郵便配達のデニス[49]）
  - ファルコン&ウィンター・ソルジャー（バトロック、ルディ[50]）
  - ムーンナイト（イライアス）
  - ミズ・マーベル
- メル&ジョー 好きなのはあなたでしょ?（サム・デイビス〈ショーン・クリスチャン〉）
- メンタリスト（オズヴァルド・アルディレス〈デヴィッド・ノローラ〉）
- ヤング・スーパーマン シーズン10
- Uボート ザ・シリーズ 深海の狼（ヴランゲル〈シュテファン・コナルスケ〉[51]）
- ユーリカ 〜事件です!カーター保安官〜 第3、第4シーズン（マンズフィールド将軍〈バークレイ・ホープ〉）
- よみがえり 〜レザレクション〜
  - シーズン1（ゲイリー・ハンフリー〈ケビン・サイズモア〉）
  - シーズン2（ブライアン・アディソン〈カイル・セコー〉）
- レイ・ドノヴァン ザ・フィクサー シーズン2（ジェリー・ワイス〈リチャード・ベンジャミン〉）
- レオナルド ～知られざる天才の肖像～（リナルド・ロッシ〈マッシモ・デ・サンティス〉）
- LEFTOVERS/残された世界（デニス〈フランク・ハーツ〉）
- レボリューション シーズン1（ジョン・サンボーン〈リーランド・オーサー〉）
- LAW&ORDER:UK
  - シーズン1 #11（ジョン・レバティ〈マイケル・マロニー〉）
  - シーズン2 #7（クイン判事〈リチャード・クロチーア〉）
  - シーズン3 #2（グレゴール・ブラウニング〈ジョン・ボウラー〉）、#12（ローランド・ヘクスター〈エイドリアン・ローリンズ〉）
- ワンス・アポン・ア・タイム シーズン2 #15（王家の医師〈ダンカン・オラレンショウ〉）、#18（男性医師）

#### アニメ
- アルジュンの大冒険 〜ドラゴンの戦士たち〜（番人）
- ウィングス（大佐〈トム・スケリット〉）
- サーフズ・アップ2（ハンター）
- 新トムとジェリー ショー（支配人）
- 笑撃のナムチャックス!（ドクター・ワルワニー、ジーヴス）
- すすめ!オクトノーツ（アナコンダ、ピラルク、レオ）
- 進め!?魔法のクリスタル探し隊（レックス）
- せいぶのねこキャリー（ティオ、ウッドチャック知事、ペコス）
- DANGANバトル スラッグテラ #13（Mr.サタデー）　#25（ボス・エンバー）
- ティーン・タイタンズGO! #36（ハロウィーンの精霊）
- トランスフォーマー アドベンチャー #6（アーノルド）、#7（キャンプ場父）、#15 - （クロートラップ）
- ヒックとドラゴン〜バーク島の冒険〜 #11（部下①）
- ヒックとドラゴン2（ヒゲ老人）
- フィニアスとファーブ #124（エイドリアン）
- ベン10：オムニバース #8（シービック）
- ボス・ベイビー（ウィジー）※機内上映版（DVD&BD収録）
- ホワット・イフ...?（コーヴァス・グレイヴ、バトロック）
- ミュータント タートルズ（カービー・オニール、ツォイ）
- レゴ ニンジャゴー 〜スピン術バトルの使い手〜（オーバー卿、ゼンの父親、シェード）

### ボイスオーバー
- アーノルド（ジェームズ・キャメロン）
- アナザー・ストーリーズ
- アニマルプラネット ファースト・ライフ
- アプレンティスセレブたちのビジネス・バトル シーズン3（ダリル・ストロベリー）
- アプレンティス セレブたちのビジネス・バトルシーズン4（グレッグ・プロヴェンザーノ）
- アンダーカバー・ボス 社長潜入調査第3シリーズ第12話（スコット）、第5シリーズ第13話（ラリー）
- 宇宙の解体新書〜地球外生命体〜
- うなぎ稚魚ハンター（レスター）
- クラシックカー・コレクション
- ザ・プロファイラー　〜夢と野望の人生〜（ヨシフ・スターリン）（ビル・アプター）（クロード・モネ）
- ジェイミーの食育革命！in LA（ロヒリオ、レイモン）
- 深層解明Xファイル
- SMAP×SMAP
- 世界一周 魅惑の鉄道紀行#143、#145、#148、#150
- 世界の知られざる仕事人 〜オンリーワンの誇り〜
- 所さんのニッポンの出番!
- ハーフ・ザ・スカイ ハリウッドにできること（ジョン・ウッド）
- BS世界のドキュメンタリー（NHK BS1）
  - 「変わるアジア諸国 僕の学校はバンブースクール〜ネパール〜」
  - 「ライバルたちが時代を創った カストロvsゲバラ」（ベニグノ、ハコボ・マチョベル）
  - 「プーチンと西側諸国 第1回 ロシアの“裏庭”で」（アンドレイ・ケリン）
  - 「ドイツの内なる脅威 躍進する“極右”政党」（エヴァン・ウィリアムズ）
- ビースト・レジェンド（スティーブ・レオナード）
- 報道ステーション
- マーサ・スチュワート・ショー（ウィリアム、マイケル、コリン、オカモト、ケヴィン）
- 夢のラグジュアリートラベル